# Live at Woodstock (album DMX-a)
Live At Woodstock, album amerykańskiego rapera DMX-a. Zawiera on nagrania z jego występów na żywo w Woodstock. Został wydany w 1999. Zawiera głównie utwory z "It's Dark and Hell Is Hot" i "Flesh of My Flesh, Blood of My Blood".

## Lista utworów
1. "Intro" – 1:13
2. "I'm Gonna Start This" – 1:54
3. "My Niggas" – 1:55
4. "It's A War" – 2:03
5. "Fuckin' With D" – 2:03
6. "Stop Being Greedy" – 2:26
7. "It's All Good" – 2:58
8. "No Love For Me" – 1:23
9. "Damien" – 2:34
10. "Tell Me How U Feelin'" 1:35
11. "Keep Your Shit The Hardest" – 2:58
12. "How It's Goin' Down" – 3:22
13. "Get At Me Dog" – 2:38
14. "Ruff Ryders Anthem" – 3:50
15. "Slippin'" – 4:14
16. "Prayer" – 3:22
17. "Ready To Meet Him" – 1:47

- "I'm Gonna Start This" to "Intro" z "It's Dark and Hell Is Hot".
- "It's A War" to utwór "It's On" z albumu DJ-a Clue pt. "The Professional".
- "Tell Me How U Feelin'" to "Some X Shit" z albumu Ruff Ryders pt. "Ryde or Die vol. 1".
- "Ruff Ryders Anthem" zawiera refren i zwrotkę z remiksu tej piosenki zawartego na mixtapie DJ-a Clue.